# فيدران إيفانكوفيتش
فيدران إيفانكوفيتش هو لاعب كرة قدم كرواتي في مركزي الدفاع، ولد في 3 مايو 1983 في زينيتسا في البوسنة والهرسك. شارك مع منتخب كرواتيا تحت 20 سنة لكرة القدم ومنتخب كرواتيا تحت 21 سنة لكرة القدم. أما مع النوادي، فقد لعب مع نادي زغرب.

## وصلات خارجية
- فيدران إيفانكوفيتش على موقع اتحاد كرواتيا (الكرواتية)
- فيدران إيفانكوفيتش على موقع قاعدة بيانات كرة القدم.إي يو (الإنجليزية)
- فيدران إيفانكوفيتش على موقع Soccerway.com (الإنجليزية)